# Oksana Fjodorova
Oksana Gennadijevna Fjodorova (Russisch: Оксана Геннадьевна Фёдорова) (Pskov, 17 december 1977) is een Russische miss, televisiepresentatrice, actrice en goodwill-ambassadrice voor UNICEF. Ze werd bekend nadat ze in 2002 de Miss Universe-verkiezing won maar vijf maanden later ontkroond werd.

## Biografie

### Jeugd
Fjodorova groeide als enig kind op in de stad Pskov die in West-Rusland bij de grens met Estland ligt. Ze werd opgevoed door haar moeder en de ouders daarvan. Haar vader heeft ze niet gezien sinds hij op haar derde van haar moeder scheidde.

### Politie
Op school speelde Fjodorova volleybal. Na school ging ze naar de politieacademie. Daar speelde ze saxofoon bij de brassband. Na haar afstuderen werkte ze zes maanden als inspectrice in haar geboortestad. Vervolgens verhuisde ze naar Sint-Petersburg waar ze verder studeerde terwijl ze als onderzoekster bleef werken. Ze studeerde af in 2000 en volgde een bijkomende cursus terwijl ze recht gaf aan jongere studenten. In 2002 werd Fjodorova gepromoveerd tot kapitein bij de politie en behaalde ze een diploma in de rechten. In 2005 werd ze opnieuw gepromoveerd tot majoor.

### Missverkiezingen
Intussen ging Fjodorova ook als model werken en ging ze meedoen aan missverkiezingen. In 1999 werd ze zo verkozen tot Miss Sint Petersburg en Miss Kalokagathia. Ze werd ook Miss Fitness en Miss Fortune. In 2001 werd Fjodorova nationaal verkozen tot Miss Rusland.

### Miss Universe

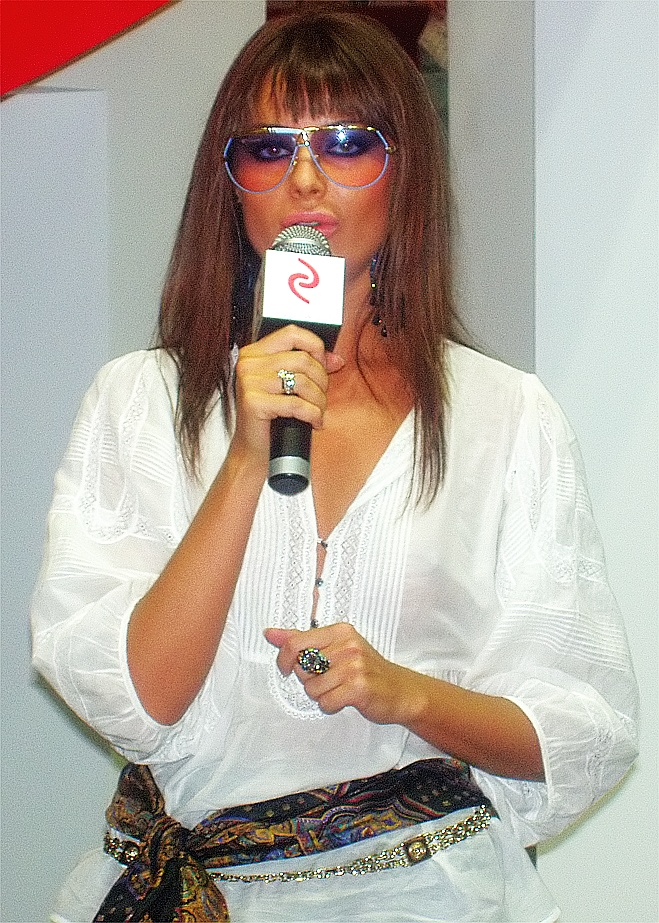

In haar hoedanigheid als Miss Rusland nam Fjodorova in 2002 deel aan de Miss Universe-verkiezing in Puerto Rico. Bij Miss Universe won Fjodorova de defilés in badpak en avondjurk. Haar score van 9,88 bij de badpakkenronde was de hoogste in de geschiedenis van de verkiezing. Uiteindelijk haalde Fjodorova het kroontje binnen. Vijf maanden later werd ze echter ontkroond, officieel omdat ze haar taken als Miss Universe niet uitvoerde. De andere kandidates van Miss Universe dat jaar schoven een plaats op in de eindranking. De Miss Universe Organization weigert Fjodorova te erkennen als voormalig winnares hoewel ze door het publiek wel zo gezien wordt.

### Politiek
Fjodorova verscheen ook op het Russische politieke toneel. In december 2003 nam ze voor de partij Russische Partij van het Leven deel aan de verkiezingen voor de staatsdoema maar behaalde geen zetel. In maart 2005 nam ze deel aan de regionale verkiezingen in Voronezj maar werd wederom niet verkozen. Sinds mei 2006 vertegenwoordigt Fjodorova UNICEF in Rusland. Op 17 september 2007 werd ze goodwill-ambassadrice voor deze organisatie.